# ボンジー・ウェルズ
ボンジー・ウェルズ（Bonzi Wells,本名:Gawen Deangelo Wells, 1976年9月20日 - ）は、アメリカ合衆国の元バスケットボール選手。インディアナ州マンシー出身。現役当時は身長195cm、体重95kg。ポジションは主にシューティングガード。

## 経歴

### NBA
ボール州立大学を卒業し、1998年のNBAドラフトで、デトロイト・ピストンズから全体の11位指名を受けNBA入り。直後にポートランド・トレイルブレイザーズのドラフト指名権とトレードされた。
ルーキーシーズンはわずか7試合のみの出場となったが、2年目にはスティーブ・スミスの控えで66試合に、3年目には75試合中46試合でスミスに代わりスターターで出場するなど、確実に成長を続けた。
4年目となった2001-02シーズンには、チームの主力選手として活躍し自己最高の平均17.0得点、6.0リバウンドを記録するが、次第にファンへの暴言やヘッドコーチとの衝突を繰り返すようになった。
2003-2004シーズン途中に、ウェズリー・パーソンとドラフト指名権とのトレードでメンフィス・グリズリーズへ移籍した。
2004-2005シーズンまでグリズリーズに所属したが、ベンチからの出場が多く、度々チームのヘッドコーチと衝突を起こし、2005年のプレイオフではロスターから外されてしまった。
2005-2006シーズン開幕前、5チーム13選手を巻き込む超大型トレードが発生し、ウェルズはグレッグ・オスタータグとボビー・ジャクソンとのトレードでサクラメント・キングスに移籍した。キングスでは多くの試合で先発し、平均13.6得点、7.7リバウンド、2.8アシスト、1.8スティールの成績で、リバウンドとスティールは自己最高をマークした。プレイオフは初戦で敗退したが、平均23.1得点、12.0リバウンドを挙げ大活躍だった。
2006年6月にフリーエージェントなったウェルズは、9月にヒューストン・ロケッツと契約した。
2008年2月よりトレードにてニューオリンズ・ホーネッツに所属。同年12月、CBAの山西ドラゴンズと契約。デビュー戦で48得点、11リバウンドを記録した。

## プレイスタイル
ウェルズのプレースタイルは、高い身体能力を生かしたプレーを持ち味とする。体の幅を利用したポストプレイやフェイドアウェイシュートで得点することができる。スコッティ・ピペンやモーリス・チークスに師事し、リバウンド、ディフェンスにも力を入れるようになった。

## その他
- キングスでは6番が永久欠番であったため、大学時代に付けていた42番でプレイした。42番は、2005年2月にボール州立大学の永久欠番となった。
- 愛称は「The Bonz」である。